# Bellbergets naturreservat
Bellbergets naturreservat är ett naturreservat i Norrtälje kommun i Stockholms län.
Området är naturskyddat sedan 2016 och är 37 hektar stort. Reservatet omfattar Bellberget vid kusten. Reservatet består av  barrskog med inslag av lövträd, lövskog, granskog, ädellövskog, lövsumpskog och berghällar